# Polska (województwo śląskie)
Polska – kolonia w Polsce położona w województwie śląskim, w powiecie zawierciańskim, w gminie Pilica.